# Vabre
Vabre är en kommun i departementet Tarn i regionen Occitanien i södra Frankrike. Kommunen ligger i kantonen Vabre som tillhör arrondissementet Castres. År 2022 hade Vabre 716 invånare.

## Befolkningsutveckling
Antalet invånare i kommunen Vabre
| Referens: INSEE |